# جيمس وارد موريس
جيمس وارد موريس (بالإنجليزية: James Ward Morris)‏ هو محامي وقاضي أمريكي، ولد في 14 نوفمبر 1890 في سميثفيلد في الولايات المتحدة، وتوفي في 15 نوفمبر 1960 في واشنطن العاصمة في الولايات المتحدة.